# پارسمان دوم
پارسْمان دوم (به گرجی: ფარსმან II) معروف به پارسمان شجاع، یکی از پادشاهان ایبریا (گرجستان امروزی) در قرن دوم میلادی و هم‌عصر با هادریان امپراتور روم بوده‌است. پارسمان دوم از دودمان پارناوازیانی‌ها بود.
از او با القابی نظیر: شجاع، دلیر و دلاور یاد شده‌است.

## زندگی
پارسمان دوم فرزند آمازاسب یکم پادشاه ایبریا بود که پس از پدرش، به عنوان جانشین او در فرمانروایی قلمرو پادشاهی گرجستان باستان به سلطنت  رسید.
او در زمان سلطنت خود رابطه‌ای نا آرام با امپراتوری روم داشت. در سال ۱۲۹ میلادی از بیعت با هادریان امپراتور روم خودداری کرد. او یک شخصیت بسیار مغرور بود و همیشه دعوت‌های هادریان به ضیافت‌های شاهانه را کوچک می‌شمرد و به آن‌ها به اعتنایی می‌کرد. او همیشه مورد لطف و احترام هادریان قرار داشت و هادریان برای او پیشکشی‌های باشکوه و گرانبها از قبیل: فیل جنگی، دسته‌های پرتعداد از سرباز و برده و ... می‌فرستاد. اما پارسمان همیشه در مقابل آدریان متکبرانه رفتار می‌کرد و حتی روزی برای تحقیر هادریان یا توهین به او ۳۰۰ نفر بزهکار را جمع‌آوری کرده، ملبس به پارچه‌های زربافت نموده و به عنوان پیشکشی برای هادریان به روم فرستاد. نکتهٔ قابل توجه در مورد هادریان این است که هیچگاه خشم او به وسیلهٔ اعمال پارسمان دوم برانگیخته نشد و به گرجستان حمله نکرد، برخلاف پادشاهان ایران که حمله به گرجستان به بهانهٔ مختلف یکی از آداب و رسوم متداول سلطنت آنان بود.
پارسمان دوم در سال ۱۳۸ میلادی پس از حدود ۲۰ سال پادشاهی متکبرانه، توسط سرآشپزی که ایرانی‌ها به او هدیه داده بودند، مسموم به خوراک زهرآلود شد و از دنیا رفت.